# Luigi Rendina
Luigi Rendina (L'Aquila, 1916 – Vendreshë, 13 febbraio 1941) è stato un militare italiano insignito della medaglia d'oro al valor militare alla memoria nel corso della seconda guerra mondiale.

## Biografia
Nacque a L'Aquila nel 1916, figlio di Federico.  Diplomatosi ragioniere e già iscritto alla facoltà di scienze economiche presso l'Università di Roma, preferì dedicarsi alla carriera militare e nell'ottobre 1937 iniziò a frequentare la Regia Accademia Militare di Fanteria e Cavalleria di Modena da cui uscì nel 1939 con il grado di sottotenente in servizio permanente effettivo nell'arma di fanteria. Frequentata la Scuola di applicazione d'arma a Parma fu assegnato alla specialità alpini, e nel luglio 1940 entrò in servizio presso il battaglione alpini "Feltre" del 7º Reggimento alpini della 5ª Divisione alpina "Pusteria".  Dopo aver prestato servizio per breve tempo nei territori francesi occupati, nel novembre dello stesso anno fu trasferito presso la base di Brindisi, dove rimase fino al 13 gennaio 1941, allorché si imbarcò per l'Albania con il battaglione in qualità di comandante di un plotone di arditi della 65ª Compagnia. Cadde in combattimento il 13 febbraio, quando accerchiato dal nemico che gli intimò di arrendersi afferrata la sua pistola la puntò contro gli avversari in un ultimo tentativo di rispondere al fuoco.  Fu insignito della medaglia d'oro al valor militare alla memoria. Alla sua memoria è intitolato un istituto tecnico commerciale a L'Aquila.